# Ecker Sattel
L’Ecker Sattel est un col de montagne dans la forêt de Bavière situé à 843 mètres d'altitude.

## Géographie
La route sur l'Ecker Sattel va du nord d'Arrach dans la vallée du Weißer Regen à travers plusieurs virages en épingle jusqu'au hameau d'Eck puis au sud vers Arnbruck dans la vallée du Zeller.
À l'ouest de l'Ecker Sattel se trouve le Großer Riedelstein (1 133 m), sur la pente de laquelle deux remontées mécaniques mènent du col. Le Mühlriegel (1 079 m) est à l'est du col.
Au col se trouvent une auberge de montagne avec hébergement, un parking pour les randonneurs et un arrêt de bus.